# 257
257（二百五十七、二五七、にひゃくごじゅうなな）は、自然数また整数において、256の次で258の前の数である。

## 性質
- 257は55番目の素数である。1つ前は251 で、次は263。
  - 約数の和は258。
- 257 = 257 + 0 × ω (ωは1の虚立方根)
  - a + 0 × ω (a > 0) で表される29番目のアイゼンシュタイン素数である。1つ前は251、次は263。
- 10番目の非正則素数である。1つ前は233、次は263。
- 正257角形は定規とコンパスのみで作図できる36番目の正多角形である。1つ前は正256角形、次は正272角形。(オンライン整数列大辞典の数列 A003401)
- ピタゴラスの3数 (a2 + b2 = c2) の1つである。c の値とみたとき1つ前は241、次は265。(オンライン整数列大辞典の数列 A020882)
2572 = 322 + 2552
- 42番目の陳素数である。1つ前は251、次は263。
- 257 = 3 × 86 − 1 より29番目のEisenstein primeである。1つ前は251、次は263。(オンライン整数列大辞典の数列 A003627)
- すべての桁が素数である32番目の数である。1つ前は255、次は272。(オンライン整数列大辞典の数列 A046034)
  - すべての桁が素数で素数になる12番目の数である。1つ前は233、次は277。(オンライン整数列大辞典の数列 A019546)
  - すべての桁が異なる素数である20番目の数である。1つ前は253、次は273。(オンライン整数列大辞典の数列 A124673)
    - すべての桁が異なる素数で素数になる9番目の素数である。1つ前は73、次は523。(オンライン整数列大辞典の数列 A124674)

  - 25…57 の形の最小の素数である。次は2557。(オンライン整数列大辞典の数列 A101962)
- 末尾の2桁が57の2番目の素数である。1つ前は157、次は457。(オンライン整数列大辞典の数列 A275317)
- 257 + 752 = 1009
  - 257を逆順に並べた752を加えると1009と素数になる。素数において逆順に並べた数を加えても素数になる4番目の数である。1つ前は241、次は269。(オンライン整数列大辞典の数列 A061783)
- 各位の和(数字和)が14になる14番目の数である。1つ前は248、次は266。
  - 各位の和が14になる数で素数になる5番目の数である。1つ前は239、次は293。(オンライン整数列大辞典の数列 A106756)
  - 各位の和(数字和)が n になる n 番目の数である。1つ前は193、次は294。
- 各位の積が各位の和の5倍になる最小の数である。次は275。(オンライン整数列大辞典の数列 A062382)
  - k 倍になる最小の数とみたとき1つ前は88 (4倍)、次は268 (6倍)。(オンライン整数列大辞典の数列 A126789)
- 各位の平方和が78になる最小の数である。次は275。(オンライン整数列大辞典の数列 A003132)
  - 各位の平方和が n になる最小の数である。1つ前の77は238、次の79は1257。(オンライン整数列大辞典の数列 A055016)
- 各位の立方和が476になる最小の数である。次は275。(オンライン整数列大辞典の数列 A055012)
  - 各位の立方和が n になる最小の数である。1つ前の475は12556、次の477は1257。(オンライン整数列大辞典の数列 A165370)
- 1/257 は循環節の長さが256の循環小数になる。
  - 逆数が循環小数になる数で循環節が256になる最小の数である。次は514。
  - 循環節が n −1 である巡回数を作る21番目の素数である。1つ前は233、次は263。
  - 循環節が n になる最小の数である。1つ前の255は19003、次の257は1017721。(オンライン整数列大辞典の数列 A003060)
- 257 = 28 + 1
  - 257 = 223 + 1
    - 3番目のフェルマー素数である。1つ前は17、次は65537。

  - n = 8 のときの 2n + 1 の値とみたとき1つ前は129、次は513。(オンライン整数列大辞典の数列 A000051)
  - n = 2 のときの n8 + 1 の値とみたとき1つ前は2、次は6562。(オンライン整数列大辞典の数列 A060890)
    - n8 + 1 の形の2番目の素数である。1つ前は2、次は65537。(オンライン整数列大辞典の数列 A258805)

  - 257 = 1 × 28 + 1 より23番目のプロス数である。1つ前は241、次は289。
    - 10番目のプロス素数である。1つ前は241、次は353。

  - 257 = 28 × 30 + 1 より14番目のピアポント素数である。1つ前は193、次は433。(オンライン整数列大辞典の数列 A005109)
  - 257 = 24 × 42 + 1
    - n = 4 のときの 2n × n2 + 1 の値とみたとき1つ前は73、次は801。(オンライン整数列大辞典の数列 A248917)

  - 257 = 08 + 18 + 28
    - 3連続整数の8乗和で表せる最小の数である。次は6818。(ただし負の数を含むと最小は2)
- 257 = 44 + 1
  - n = 4 のときの nn + 1 の値とみたとき1つ前は28、次は3126。(オンライン整数列大辞典の数列 A014566)
    - nn + 1 の形のピタゴラス素数である。このような性質を持つ"知られている中では"最大の素数である。1つ前は5。(オンライン整数列大辞典の数列 A121270)

  - n = 4 のときの 4n + 1 の値とみたとき1つ前は65、次は1025。(オンライン整数列大辞典の数列 A052539)
  - n = 4 のときの n4 + 1 の値とみたとき1つ前は82、次は626。(オンライン整数列大辞典の数列 A002523)
    - n4 + 1 で表される3番目の素数である。1つ前は17、次は1297。(オンライン整数列大辞典の数列 A037896)
- すべての桁が素数である32番目の数である。1つ前は255、次は272。(オンライン整数列大辞典の数列 A046034)
  - すべての桁が素数で素数となる12番目の数である。1つ前は233、次は277。(オンライン整数列大辞典の数列 A019546)
    - すべての桁が異なる素数で素数となる10番目の素数である。1つ前は73、次は523。(オンライン整数列大辞典の数列 A124674)
- 257 = 12 + 162
  - 異なる2つの平方数の和で表せる77番目の数である。1つ前は250、次は260。(オンライン整数列大辞典の数列 A004431)
  - 257 = 162 + 1
    - n = 2 のときの 16n + 1 の値とみたとき1つ前は17、次は4097。
    - n = 16 のときの n2 + 1 の値とみたとき1つ前は226、次は290。(オンライン整数列大辞典の数列 A002522)
      - n2 + 1 で表される7番目の素数である。1つ前は197、次は401。(オンライン整数列大辞典の数列 A002496)
- 257 = 42 + 42 + 152 = 52 + 62 + 142 = 62 + 102 + 112 = 72 + 82 + 122
  - 3つの平方数の和4通りで表せる16番目の数である。1つ前は254、次は261。(オンライン整数列大辞典の数列 A025324)
  - 257 = 52 + 62 + 142 = 62 + 102 + 112 = 72 + 82 + 122
    - 異なる3つの平方数の和3通りで表せる17番目の数である。1つ前は251、次は278。(オンライン整数列大辞典の数列 A025341)
- 257 = 63 + 62 + 6 − 1
  - n = 6 のときの n3 + n2 + n − 1 の値とみたとき1つ前は154、次は398。
    - この形の4番目の素数である。1つ前は83、次は1109。(オンライン整数列大辞典の数列 A156018)

## その他 257 に関連すること
- 年始から数えて257日目は9月14日、閏年は9月13日。
- 第257代ローマ教皇は、ピウス10世（在位：1903年8月4日～1914年8月20日）である。
- 国際電話番号の257は、ブルンジ。
- JR東日本E257系電車は、直流特急形車両。
- スカパー!のCh257は、CNNj。
- ウェルズ (USS Welles, DD-257) は、アメリカ海軍の駆逐艦。
- スマート (USS Smartt, DE-257) は、アメリカ海軍の護衛駆逐艦。
- ハーダー (USS Harder, SS-257) は、アメリカ海軍の潜水艦。
- UFC 257
- 二百五十七角形